# Czarne sekundy
Czarne sekundy (norw. Svarte sekunder) – powieść kryminalna z 2002, autorstwa norweskiej pisarki Karin Fossum. Jej polskie wydanie ukazało się w roku 2012 nakładem wydawnictwa Papierowy Księżyc ze Słupska, w tłumaczeniu Marcina Kiszeli.

## Fabuła
Powieść jest szóstą częścią cyklu z detektywem Conradem Sejerem. Stanowi analizę przypadku zaginięcia 10-letniej dziewczynki - Idy Joner. Sprawa silnie porusza lokalną społeczność miejscowości Glassverket i stopniowo odkrywa różne jej tajemnice. Ida udała się żółtym rowerem Nakamura do odległego o kilka kilometrów kiosku ze słodyczami i nie wróciła do domu matki - Helgi Joner stojącego przy Glassblaserveien 8. Poszukiwania prowadzone we współpracy z mieszkańcami nie przynoszą rezultatów. Rodzina jest bliska załamania nerwowego. Sportretowano nie tylko matkę dziewczynki, ale także siostrę matki - Ruth Emilię Rix, jej syna Tommego, który miał tej samej nocy wypadek samochodowy, Willego Otherhalsa (kolegę Tommego, drobnego handlarza narkotyków) oraz miejscowego dziwaka - Emila Johannesa. Powieść jest nie tylko zagadką kryminalną, ale portretem psychologicznym małej norweskiej społeczności. 

## Nagroda
Powieść otrzymała nagrodę Martina Becka dla najlepszej książki roku w 2002.